# Аспендос
Аспендос или Аспендус (памфилијански грчки: ΕΣΤϜΕΔΥΣ; старогрчки: Ασπενδος) био је древни грчко-римски град у провинцији Анталији у Турској. Локалитет се налази 7 км североисточно од града Серика.

## Историја
Аспендос је био антички град у Памфилији, Анадолија, који се налазио око 40 км источно од модерног града Анталије у Турској. Био је смештен на реци Еуримедон око 16 км од Средоземног мора; дели границу са, и био је непријатељски настројен према граду Сиде.
Неки научници име града повезују са „Азативадаја“. Познати град тог имена основао је Азативада из Куве на његовој источној граници, у Каратепеу. Према каснијој традицији, Аспендос су раније основали Грци који су можда дошли из Аргоса.
Широк спектар ковања новца распрострањеног широм древног света указује да је Аспендос у 5. веку пре нове ере постао најважнији град у Памфилији. У то време је, према Тукидиду, река Еуримедон била пловна до Аспендоса, и град се веома обогатио од трговине соли, уља и вуне.
Аспендос није играо важну улогу у антици као политичка сила. Његова политичка историја током периода колонизације одговарала је токовима памфилијске регије. Унутар овог тренда, након колонијалног периода, неко време је остао под ликијском хегемонијом. Године 546. п. н. е. доспео је под персијску доминацију. Чињеница да је град и даље ковао кованице у своје име, указује на то да је имао велику слободу чак и под Персијанцима.
Око 465. п. н. е. Кимон је предводио атинску морнарицу против персијске морнарице у бици на Еуримедону и уништио је. Аспендос је тада постао члан Делског савеза.
Персијанци су град поново заузели 411. године п. н. е. и користили га као базу. Године 389. п. н. е. Тразибул Атински, у покушају да поврати део престижа који је град изгубио у Пелопонеским ратовима, усидрио се на обали Аспендоса у настојању да обезбеди његову предају. Надајући се да ће избећи нови рат, народ Аспендоса сакупљао је новац међу собом и давао га команданту молећи га да се повуче без наношења штете. Иако је узео новац, дао је људима да газе све усеве на пољима. Бесни, Аспендијанци су изболи и убили Тразибула у његовом шатору.
Када је Александар Велики 333. п. н. е. умарширао у Аспендос, након окупирања града Перга, грађани су послали изасланике молећи га да тамо не формира гарнизоне војника. Пристао је под условом да му се дају порези и коњи које су раније плаћали као данак персијском краљу. По постизању овог споразума Александар је отишао у Сиде, оставивши тамо гарнизон приликом предаје града. Враћајући се преко Силиона, сазнао је да Аспендијанци нису ратификовали споразум који су предложили њихови изасланици и да се спремају да се бране. Александар је одмах кренуо ка граду. Када су видели Александра како се враћа са својим трупама, Аспендијанци, који су се повукли у своје зграде, поново су послали изасланике да траже мир. Овога пута, међутим, морали су да пристану на врло оштре услове; македонски гарнизон је остао у граду и годишње се давало 100 златних талената, као и 4.000 коња.
Године 190. п. н. е. град се предао Римљанима, а корумпираном судији Вересу касније је отето његово уметничко благо. Филострат га је рангирао као трећи град Памфилије, а у византијска времена изгледа да је био познат као Примополис. Пред крај римског периода град је почео да пропада што се наставило и током византијског доба, иако је у средњовековно доба очигледно још увек био јако место.
Диоген Лаертије пише да је постојао грађанин рођен у Аспендосу, звани Деметрије, који је био ученик Аполонија Соли. Поред тога, он спомиње Диодора из Аспендоса.

## Грчке и римске структуре
Аспендос је познат по томе што има најбоље очувано позориште антике. Пречника 96 метара, обезбеђивало је 12.000 места. Изградио га је 155. грчки архитекта Зенон, родом из града. Повремено су га поправљали Селџуци, који су га користили као караван-сарај, а у 13. веку сценска зграда је од стране румског султаната претворена у палату.
Како би се држао хеленистичке традиције, мали део позоришта саграђен је тако да се наслонио на брдо где је стајала Цитадела (Акропољ), док је остатак изграђен на засвођеним луковима. Висока сцена, чије су потпорне колоне још увек на свом месту, послужила је да наизглед изолује публику од остатка света. Позадина је остала нетакнута. Коси дрвени плафон изнад бине временом је изгубљен. Отвори за 58 јарбола налазе се у горњем нивоу позоришта. Ови јарболи су подупирали веларијум или тенду која се могла навући преко публике да обезбеди хлад.
У близини се налазе остаци базилике, агора, нимфаеум и 15 километара римског аквадукта. У близини се налази и римски мост на реци Еуримедон, реконструисан у 13. веку.

## Ковање новца
Аспендос је био један од најранијих градова који су ковали новчиће. Почели су издавати кованице око 500. п. н. е., прво статере и касније драхме; „праћка на аверсу представља војничку способност по којој је Аспендос био познат у антици“, на реверсу је често приказиван трискелион. Натпис се на раним кованицама појављује као скраћеница ΕΣ или ΕΣΤϜΕ; касније ковање новца има ΕΣΤϜΕΔΙΙΥΣ, придев из градског локалног (памфилијског) имена Естведус. Нумизматичка историја града протеже се од архаичног грчког до касно римског доба.

## Епископија
Хришћанска бискупија у Аспендосу је била суфраган градске митрополије Сиде, главног града римске провинције Памфилија Прима, којој је Аспендос припадао. Од њених епископа, имена четири су забележена у очуваним документима: Домнус је био на првом васељенском сабору 425. године, Трибоније на Савету Ефеса 431, Тимотеј на 448 синода одржаном од стране Флавијана Цариградског, која је осудила Евтихија, и на Другом сабору у Ефесу одржаном исте године, а Лео на Другом никејском сабору 787.
Више не-резиденцијално бискупијско насеље, Аспендос је данас наведен од стране Католичке цркве као титуларно седиште.

## Међународни фестивал опере и балета Аспендос
Позориште је домаћин годишњег међународног фестивала опере и балета Аспендос, који организује Турска државна опера и балет од 1994. године, уз међународно учешће опера и балетских компанија и са око 10.000 посетилаца.
Далида је тамо одржала свој последњи концерт 28. априла 1987.